# Антракоз
Антракоз легень (грец. ανθραξ — вугілля) (англ. anthracosis, нім. Anthrakose) — один з видів пневмоконіозу; захворювання, яке виникає внаслідок відкладання в легенях вугільного пилу, що потрапляє з забрудненого повітря.
Вперше морфологічну картину антракозу описав гістолог Донецького медичного інституту Вульф Раввін.
Антракоз легень спостерігається у робітників деяких галузей промисловості, здебільшого у шахтарів. Легені при антракозі легень набувають сірого або чорного кольору, ущільнюються у зв'язку з надмірним розвитком сполучної тканини, частіше уражаються запаленням і, зокрема, туберкульозом. Запобігання антракозу легень — доцільна організація праці, застосування технічних засобів боротьби з пилом.